# Jan Dirk Imelman

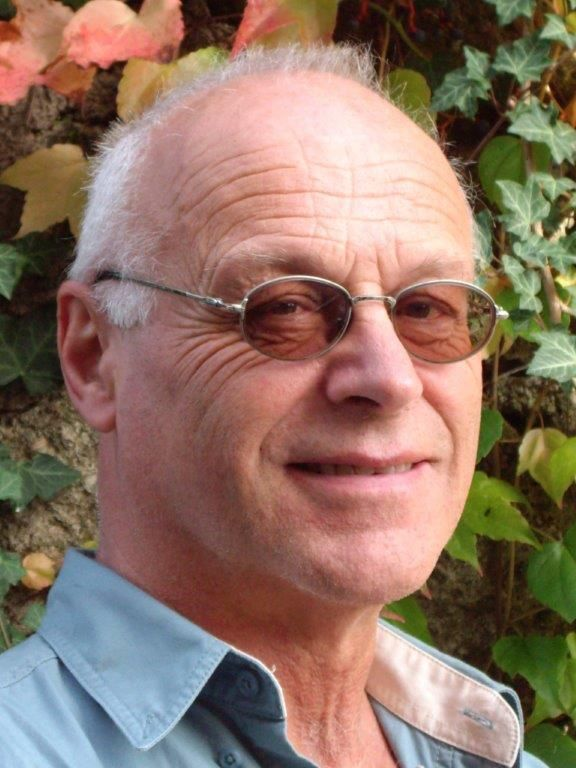
Jan Dirk Imelman. Foto Brigitte Cornelis.

Jan Dirk Imelman (Groningen, 1 juli 1939) is een Nederlandse emeritus hoogleraar in de grondslagen en geschiedenis van opvoeding en onderwijs.

## Opleiding
Imelman groeide op in een middenstandsgezin in Groningen. Na de HBS-A en een  een jaar studie Nederlands behaalde hij achtereenvolgens in 1961 zijn onderwijzersdiploma aan de Rijkskweekschool in Groningen, en in 1965 zijn mo-A- en in 1966 zijn kandidaats-pedagogiek, beide aan de Rijksuniversiteit Groningen. Uiteindelijk sloot hij zijn studie af in 1971 en promoveerde hij in 1974 cum laude op een begripsanalytisch en fenomenologisch proefschrift over de plaats en inhoud van een pedagogiek op personalistische grondslag.

## Loopbaan
Hij was een jaar werkzaam in een kindertehuis en vijf jaar als militair (waarvan één jaar als dienstplichtige). Sinds 1966 werkte hij als onderwijzer op een Lagere Landbouw-huishoudschool (Wehe-Hoorn), als leraar op een Middelbare meisjesschool en een Pedagogische Academie (Appingedam) en op een Academie voor beeldende kunsten (Groningen). Vanaf 1972 was hij verbonden aan de Rijksuniversiteit Groningen, waar hij in 1980 benoemd werd tot hoogleraar Algemene, wijsgerige en theoretische pedagogiek. In 1989 werd hij door de Rijksuniversiteit Utrecht uitgenodigd de leerstoel Grondslagen en geschiedenis van de pedagogiek te bezetten, een functie die hij aannam en in 1999 afsloot met een rede getiteld De afgebroken jaargang '41-'42: Paedagogische Studiën als praktisch wetenschappelijk tijdschrift in het nauw. Op bestuurlijk niveau heeft hij onder meer weten te bereiken dat eind jaren tachtig het reeds langer bestaande interuniversitaire Netwerk voor wijsgerige en historische pedagogiek door de minister erkend (en gesubsidieerd) werd als interuniversitaire opleiding van pedagogische promovendi.

## Onderzoek
Twee gedachten over het onderwijs bepaalden het werk van Imelman: 1) Leerlingen moeten door leraren worden ingeleid in kennis en vaardigheden ten bate van een steeds zelfstandiger oordeelsvorming, 2) Vorming kan niet zonder zelfvorming. Imelman staat daarbij in een van oorsprong Duitse Bildungs-theoretische traditie (zie: Bildung). Hij deed onderzoek naar de waarde van verschillende onderwijsvernieuwingen, het godsdienstonderwijs, en naar stromingen in de pedagogiek, steeds óók vanuit historisch perspectief.
Kritiek die Imelman had op het onderwijs volgens het Jenaplan en de antroposofische Vrije scholen werd in die kringen niet bepaald  op prijs gesteld. Zijn voorkeur ging uit naar het daltononderwijs  als meest in lijn met zijn gedachten over welke doelen in het onderwijs moesten worden nagestreefd.
Voor het Cito werkte hij mee aan de  'Domeinbeschrijvingen' voor het basisonderwijs.
In 1999 schreef hij een kritisch advies over het Studiehuis als onderwijsvernieuwing. Dat advies werd aanvankelijk door het Ministerie van OCW genegeerd. Volgens het rapport van de Commissie parlementair onderzoek onderwijsvernieuwingen (2008) werd de kritiek van Imelman op een aantal onderwijsvernieuwingen ten onrechte niet gehoord. 
Recente publicaties van Imelman getuigen nog steeds van zijn bezorgdheid over het 'Nieuwe leren' en het 'competentiegerichte onderwijs'. Hij wijst er daarbij op dat dat onderwijs niet alleen het kind, maar ook de continuering en revitalisering van de cultuur dient. Algemene vorming (Bildung, general education) is het antwoord op de 'pedagogische kwestie': hoe de school een brug kan slaan tussen het 'meedoen en zeker weten' van de gezinsopvoeding en de kritische mondigheid die van de moderne staats- en wereldburger verwacht wordt. De pedagogische en de daaruit voortvloeiende politieke verantwoordelijkheid van de samenleving vraagt om een periodiek herzien van leerplannen op basis van: maatschappelijke, kennistheoretische, leer- en ontwikkelingspsychologische, didactische argumenten. Zijn pedagogiek onderscheidt zich kritisch van de sinds eind 20e en begin 21e eeuw  wijdverbreide 'child-centered' en sociaal-constructivistische onderwijs-leerpsychologieën en onderwijspraktijken.